# Église Santissime Stimmate di San Francesco
L'église Santissime Stimmate di San Francesco (en français : Église des Très-Saintes-Stigmates-de-Saint-François) est une église romaine située dans le rione de Pigna sur la via dei Cestari à l'angle avec le largo di Torre Argentina. Elle est dédiée à François d'Assise.

## Historique
La première église fut construite au XIIIe siècle sous le nom de Santi Quaranta Martiri de calcarario. L'édifice est alloué en 1597 à l'archiconfrérie des Stigmates Sacrées de saint François et totalement reconstruite de 1708 à 1721 sous le pontificat de Clément XI sur le projet de l'architecte Giovanni Battista Contini (en). Elle prend alors son nom actuel.

## Architecture
La façade est de l'architecte Antonio Canevari qui prit modèle pour sa partie inférieure sur celle construite par Pierre de Cortone pour la basilique Santa Maria in Via Lata. Elle accueille une statue de Saint François aux stigmates d'Antonio Raggi. L'église est à nef unique et accueille des œuvres de :
- Luigi Garzi avec la Gloire de Saint François de la voûte
- un crucifix en ivoire attribué à Alessandro Algardi
- une Flagellation de Marco Benefial
- un retable, Saint François stigmatisé de Francesco Trevisani dans le maître-autel
- une peinture des Quarante Saints martyres de Giacinto Brandi, auteur également du Saint François stigmatisé de l'oratoire présent au premier étage de l'église.

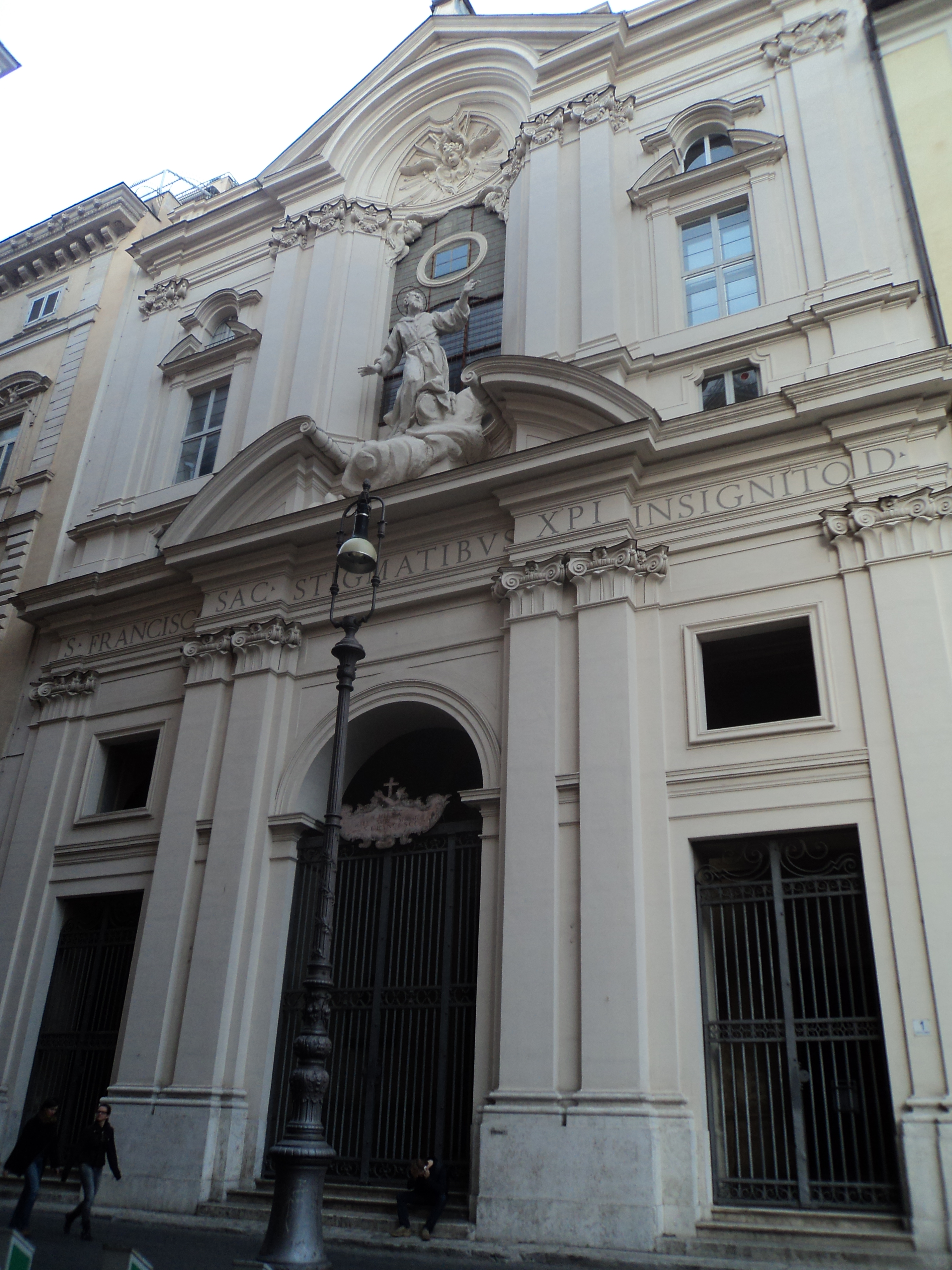
Façade
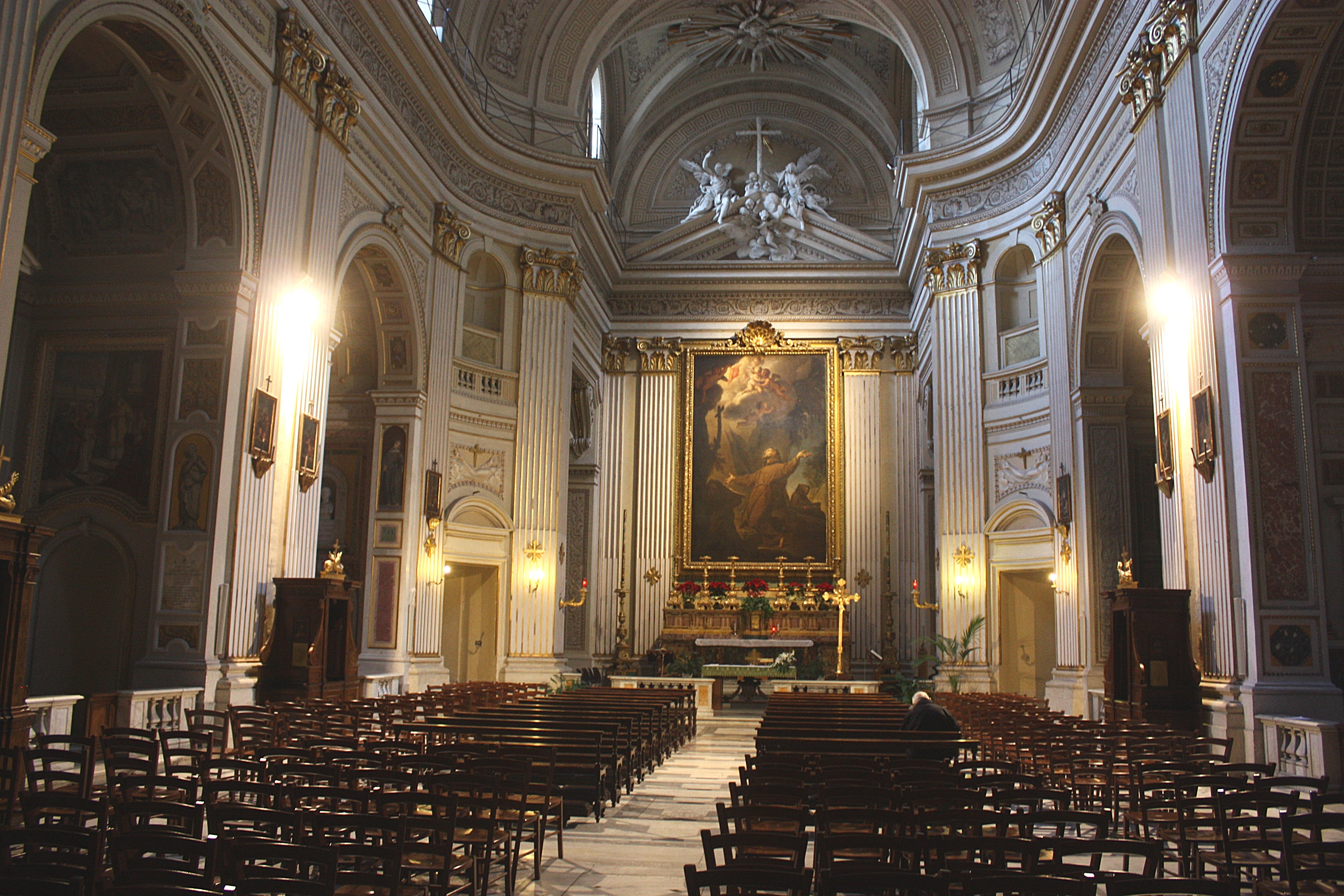
Intérieur
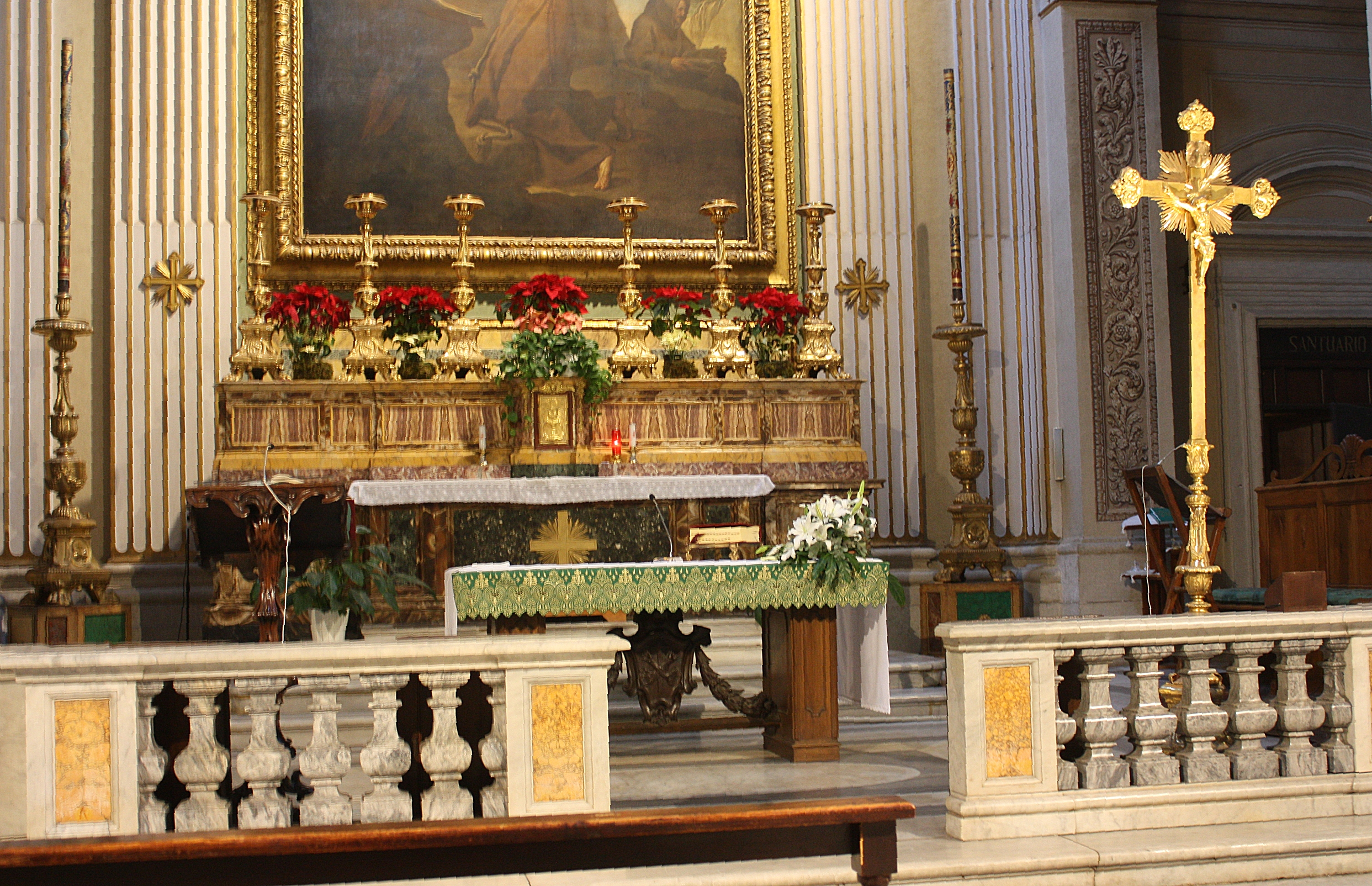
Autel